# كيت إليوت (روائي)
كيت إليوت (بالإنجليزية: Kate Elliott)‏ (و. 1958  م) هي روائية، وكاتِبة، وكاتبة خيال علمي أمريكية، ولدت في دي موين، آيوا.